# Biserica de lemn din Dâmbău

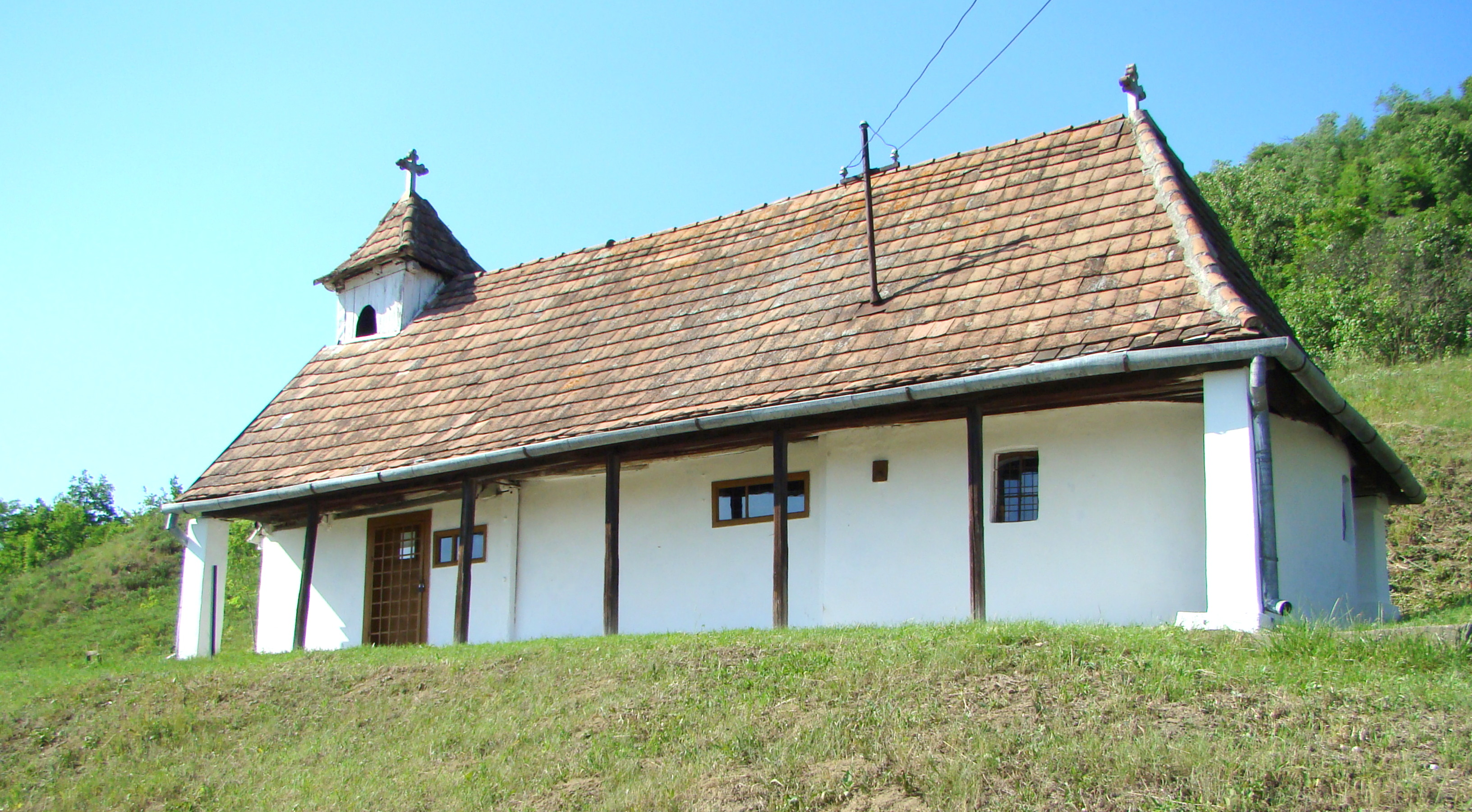
Biserica de lemn „Sfinții Arhangheli Mihail și Gavril” din Dâmbău, comuna Adămuș, județul Mureș, foto: iunie 2009.

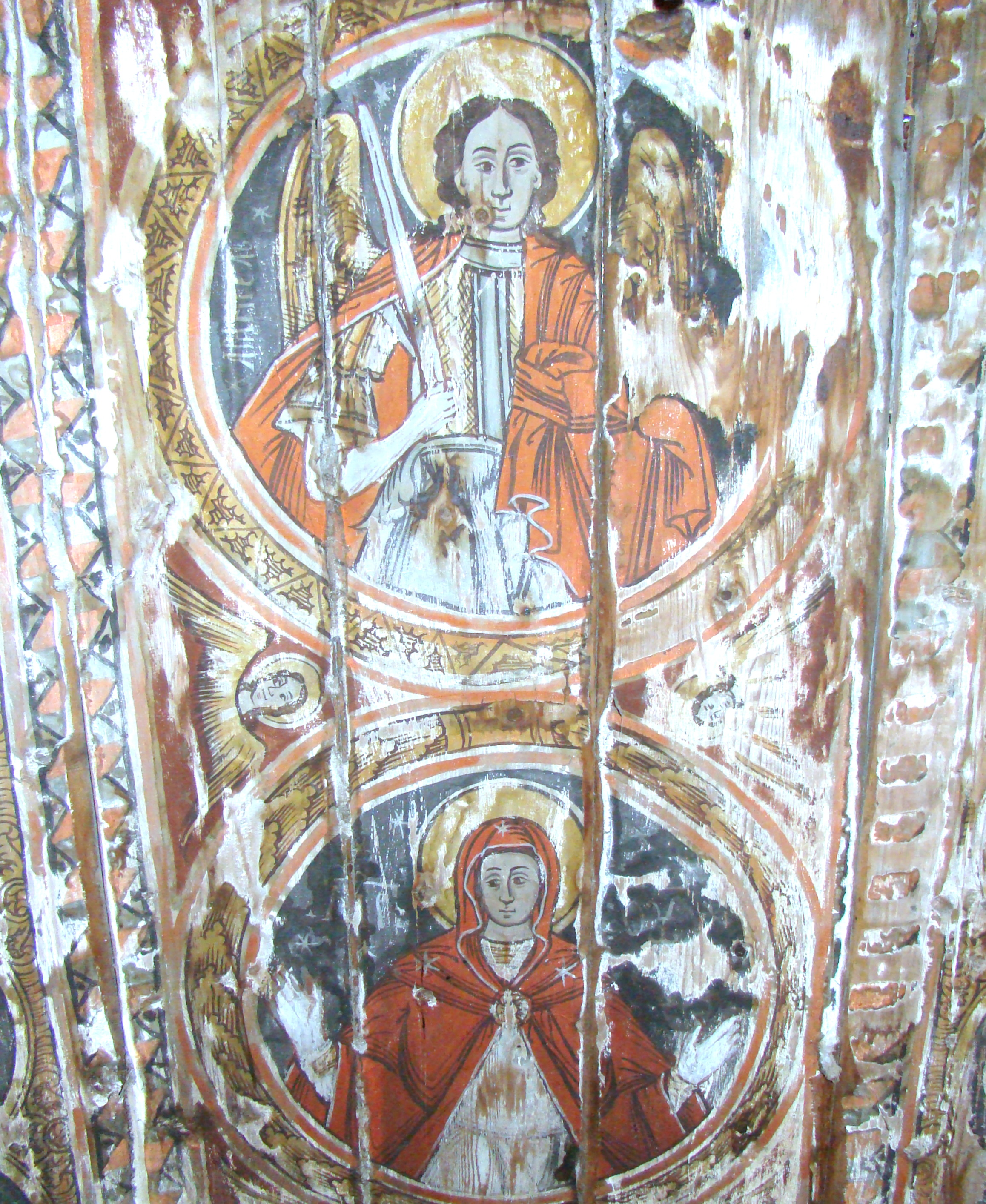
Fragment din pictura bolții (1796)

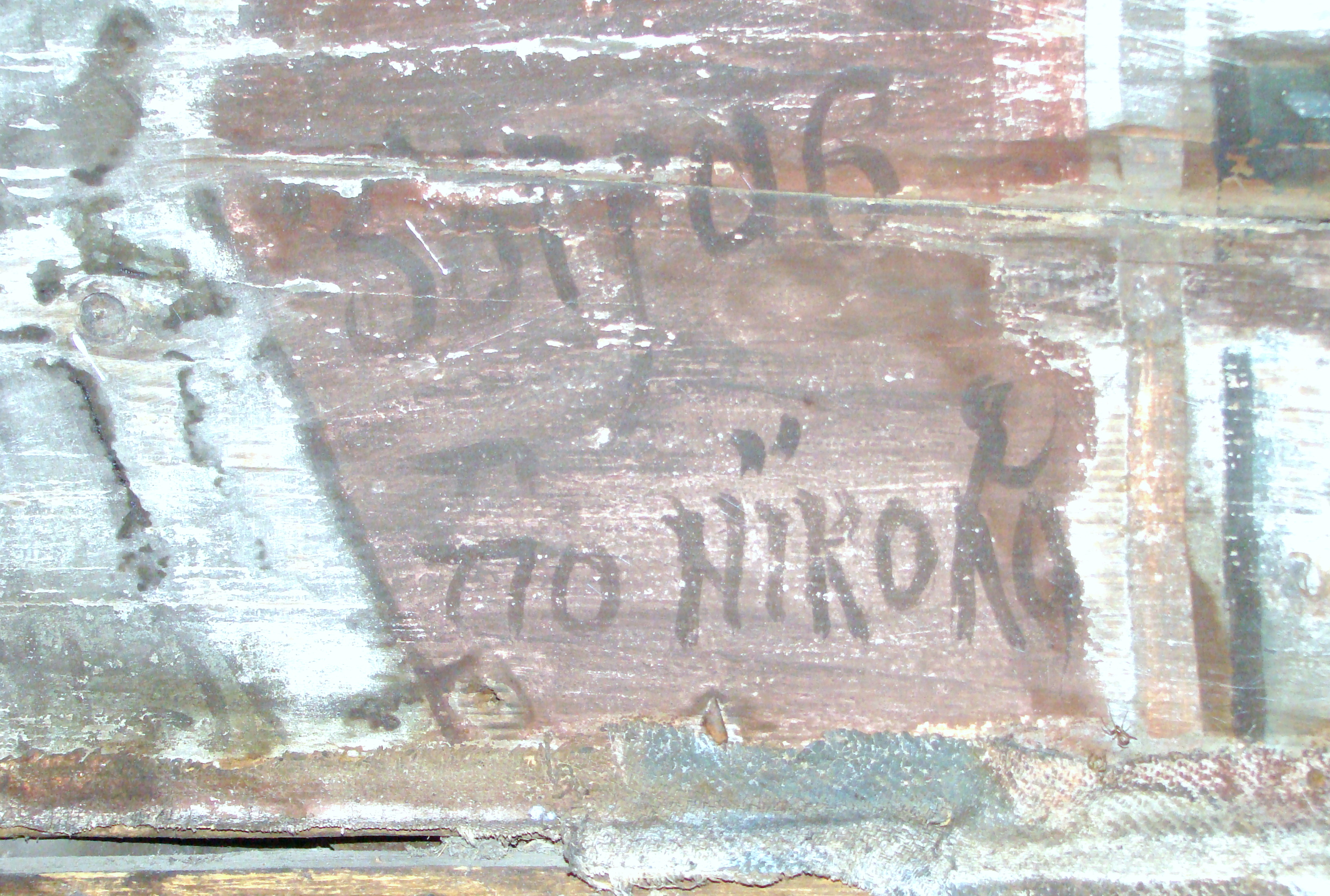
Semnătura zugravului „Nicolae”

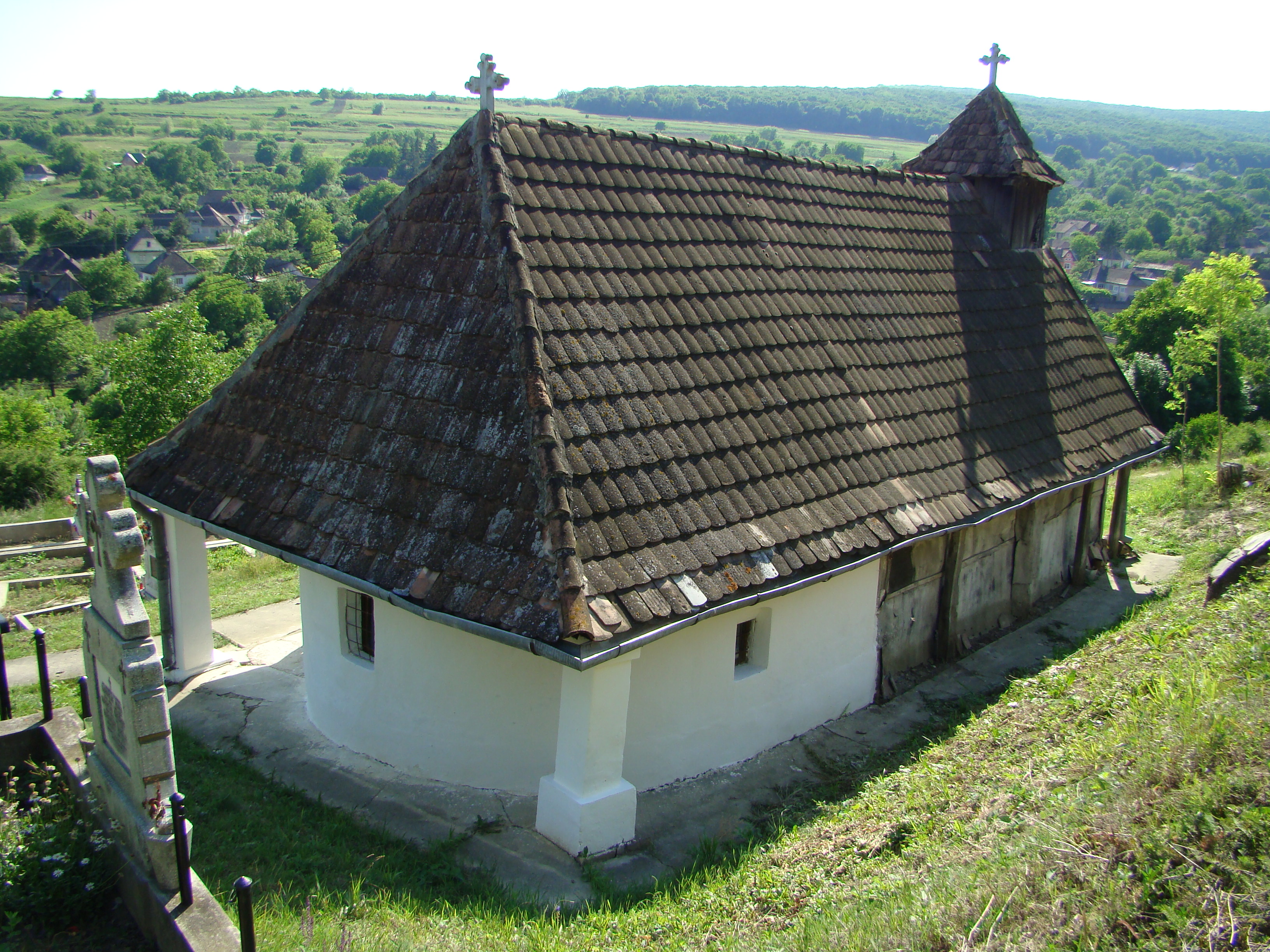
Biserica (nord-est)

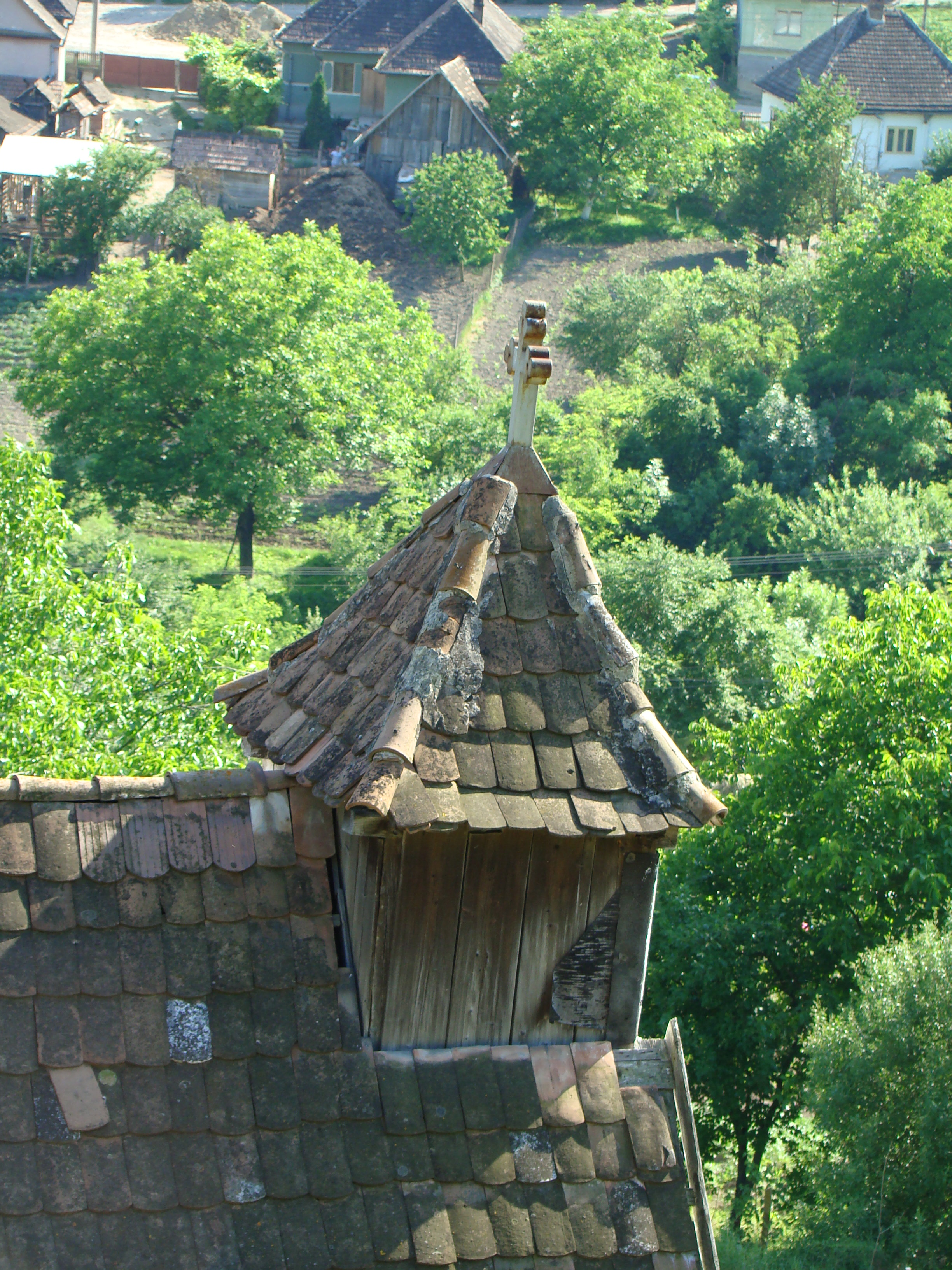
Turnul-clopotniță

Biserica de lemn din Dâmbău, comuna Adămuș, județul Mureș a fost ridicată în secolul al XVIII-lea. Are hramul „Sfinții Arhangheli Mihail și Gavril”. Pictura originală, din care se mai păstrează fragmente, este opera zugravului Pop Nicolae în anul 1796. Biserica se află pe lista monumentelor istorice, cod LMI MS-II-m-B-15651.

## Istoric și trăsături
Tradiția păstrează știrea strămutării, după 1762, a unei biserici de lenm de la Cornești la Herepea (locul marcat prin butucul prestolului) de unde, în secolul al XIX-lea, a fost adusă pe dealul din nordul satului Dâmbău, unde dăinuie și astăzi. La sfârșitul aceluiași veac, edificiul a suferit o refacere importantă; absida a fost reconstruită din zid, supralărgită față de pereții navei; capătul de vest al bolții navei a fost modificat, intercalâdu-se o suprafață plană, necesară clopotniței (până atunci aflată separat); pereții exteriori au fost tencuiti; acoperișul modificat, (cu învelitoare de țiglă) prelungindu-se șarpanta și peste prispa adăugată, de pe latura de sud.
Analiza monumentului, dincolo de aceste intervenții, are ca rezultat conturarea construcției inițiale cu elemente ce-i situează începutul la sfârșitul secolului al XVIII-lea: o navă, de numai 7,50 m lungime și 1,95 m înălțime; boltă comună, în leagăn, peste naos si pronaos. Timpanul de vest, a fost mutat, cu 0,90 m, mai în față și racordat cu peretele prin suprafața plană, deasupra căreia se află clopotnița.
Pictura, ce îmbracă și pereții și bolta navei, cu vădite accente sociale, se remarcă prin coloritul pastelat, viu, căruia numai faldurile, redate prin linii închise, îi dau o notă de sobrietate, și prin decoruri de chenare și arcade; a fost realizată, în 1795, de popa Nicolae zugravul de la Feisa. Bolta a fost împărțită, prin chenare decorative, în trei registre pe ele zugrăvindu-se compozițiile: medalioane cu Is. Hs., Maica Domnului, Arhanghelul Mihail, Sf. Iona, Sf.Duh, în chip de porumbel, toate înconjurate de heruvimi; mucenici, în arcade; ciclul hristologic, ale cărui reprezentări sunt separate prin benzi colorate (pe nord, „Când l-au îmbrăcat pe Hristos în haina mohorâtă”, „Când l-au bătut pre Hristos”, Luarea de pe Cruce; pe sud, Cina cea de taină, Când s-au rugat în grădină, Sărutarea lui Iuda cea vicleană). Spre altar este evidentă înădirea bolții cu o porțiune semicilindrică, alta decât cea originară, a cărei pictură ar fi reprezentat evangheliștii. Unitatea stilistică a zugrăvelei acesteia, ce ilustrează Duminicile, semnată de popa Nicolae, cu cea din restul lăcașului, dovedește că ea provine din alt spațiu al lăcașului, poate din altar. Pe timpanul de vest al pronaosului sunt reprezentate, Răstignirea între tâlhari și trei scene din Patimi (Judecata lui Hristos la Ana la Caiafa, Când s-au spălat de sânge nevinovat).
Pe pereții verticali pictura, mai slab conservată, cuprinde: mucenici și mucenițe, tema schimbându-se numai pentru latura de nord a pronaosului, unde este redată Punerea în mormânt, și pentru cea de sud, rezervată Judecății de Apoi, din care răzbat accentele de critică socială. Din friza împărătească, realizată odată cu pictura murală, se păstrează icoana Mariei cu pruncul, semnată, în 1795, de zugravul popa Nicolae.   

## Imagini din exterior

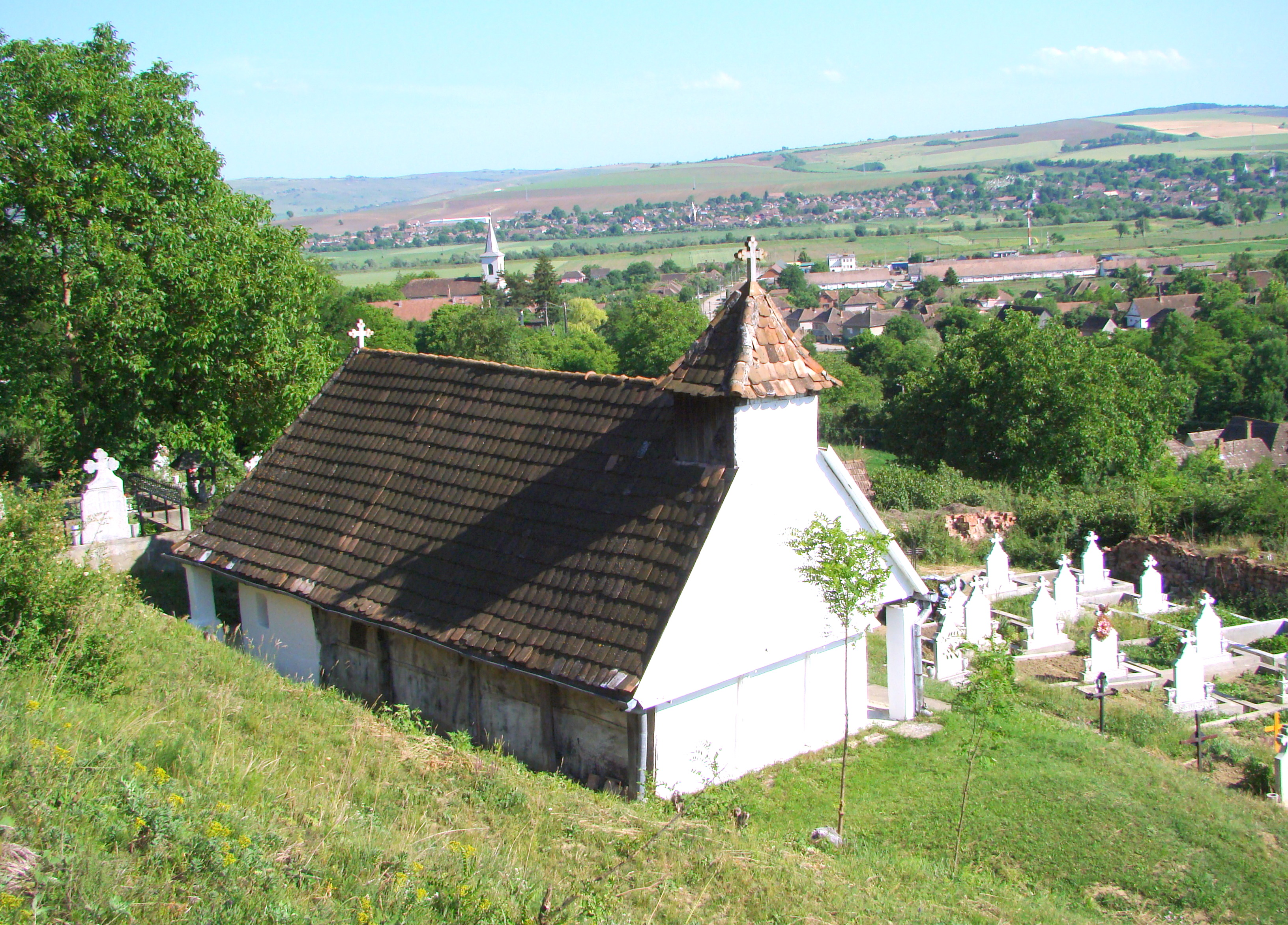
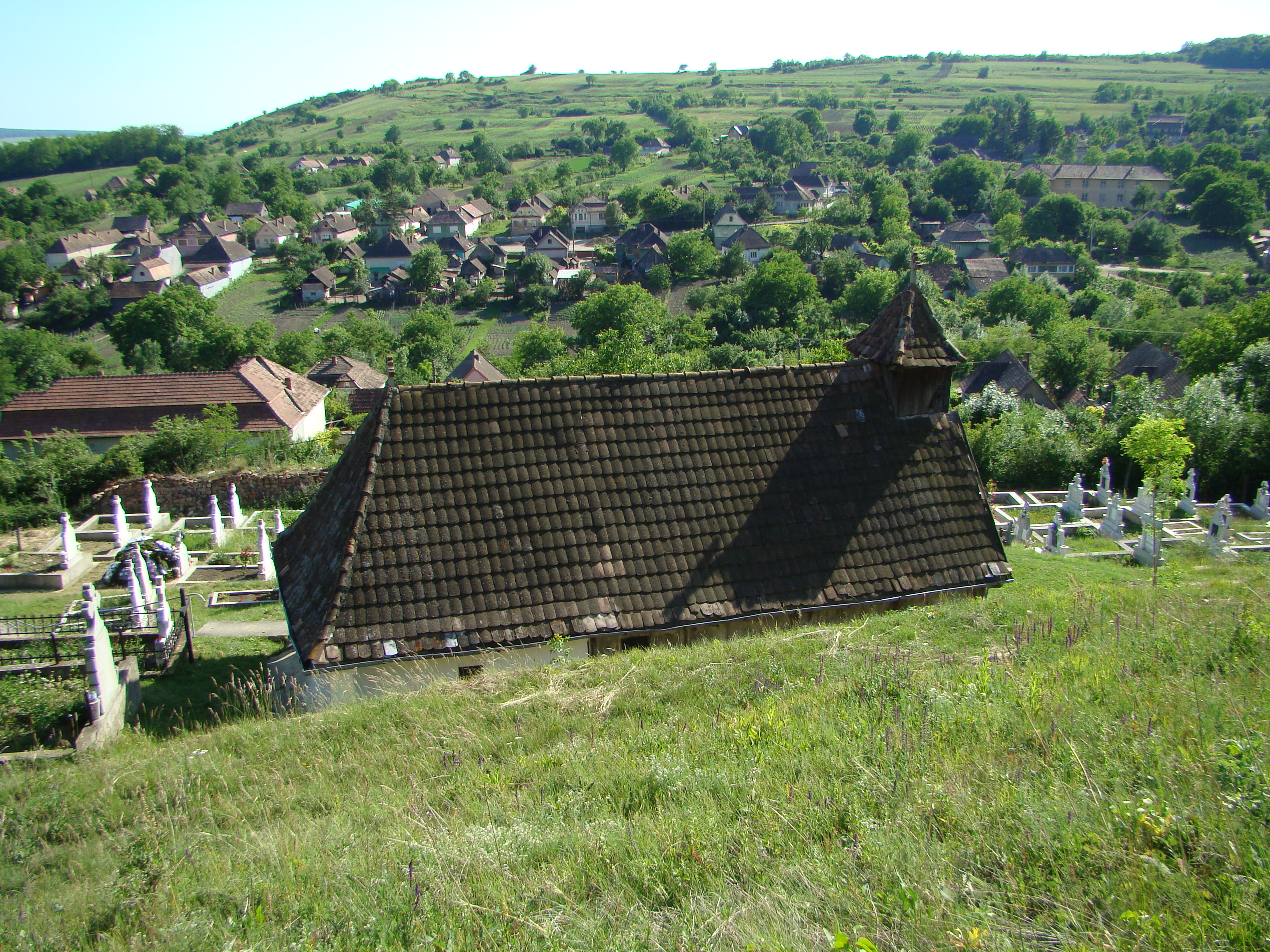
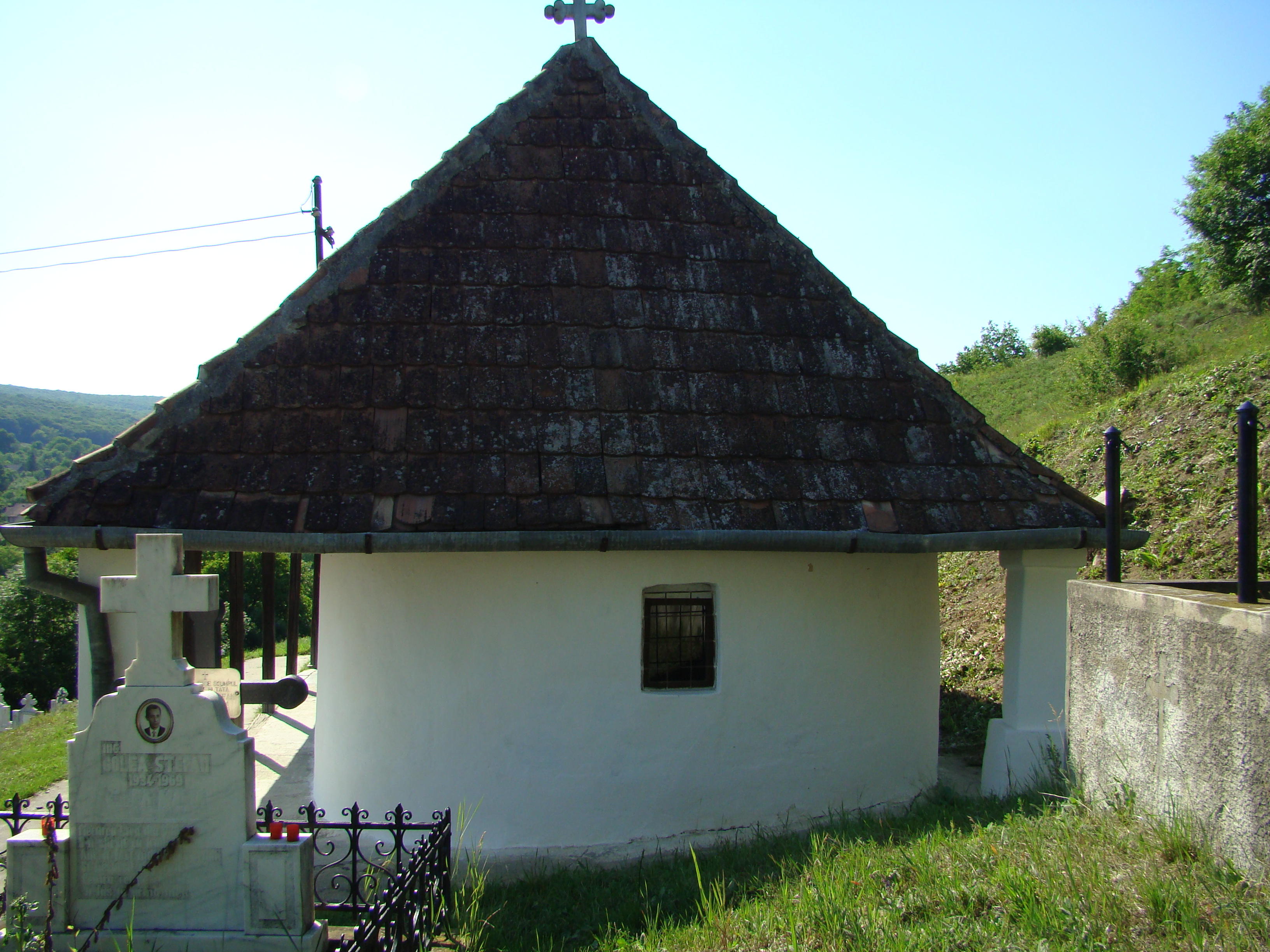
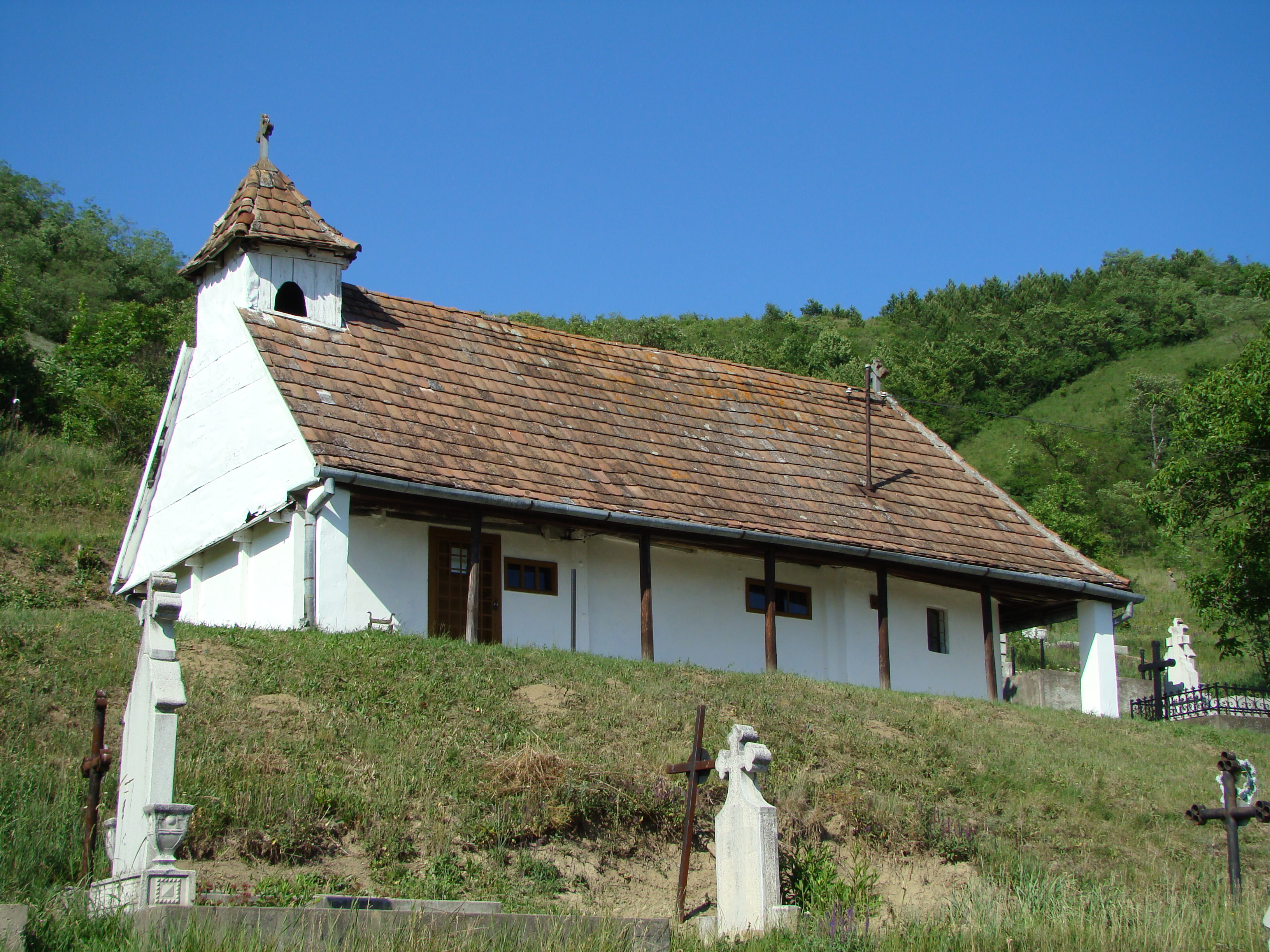
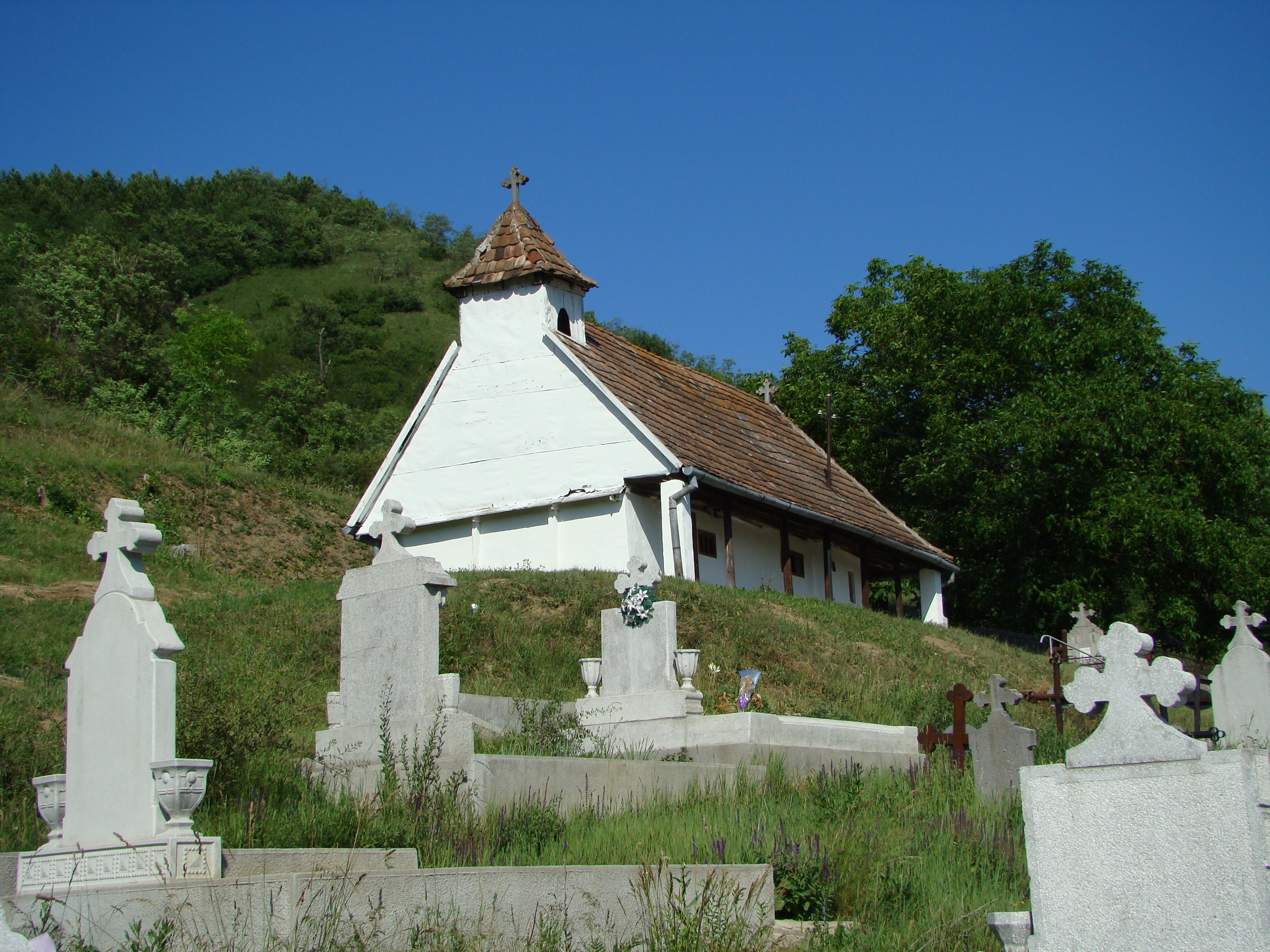
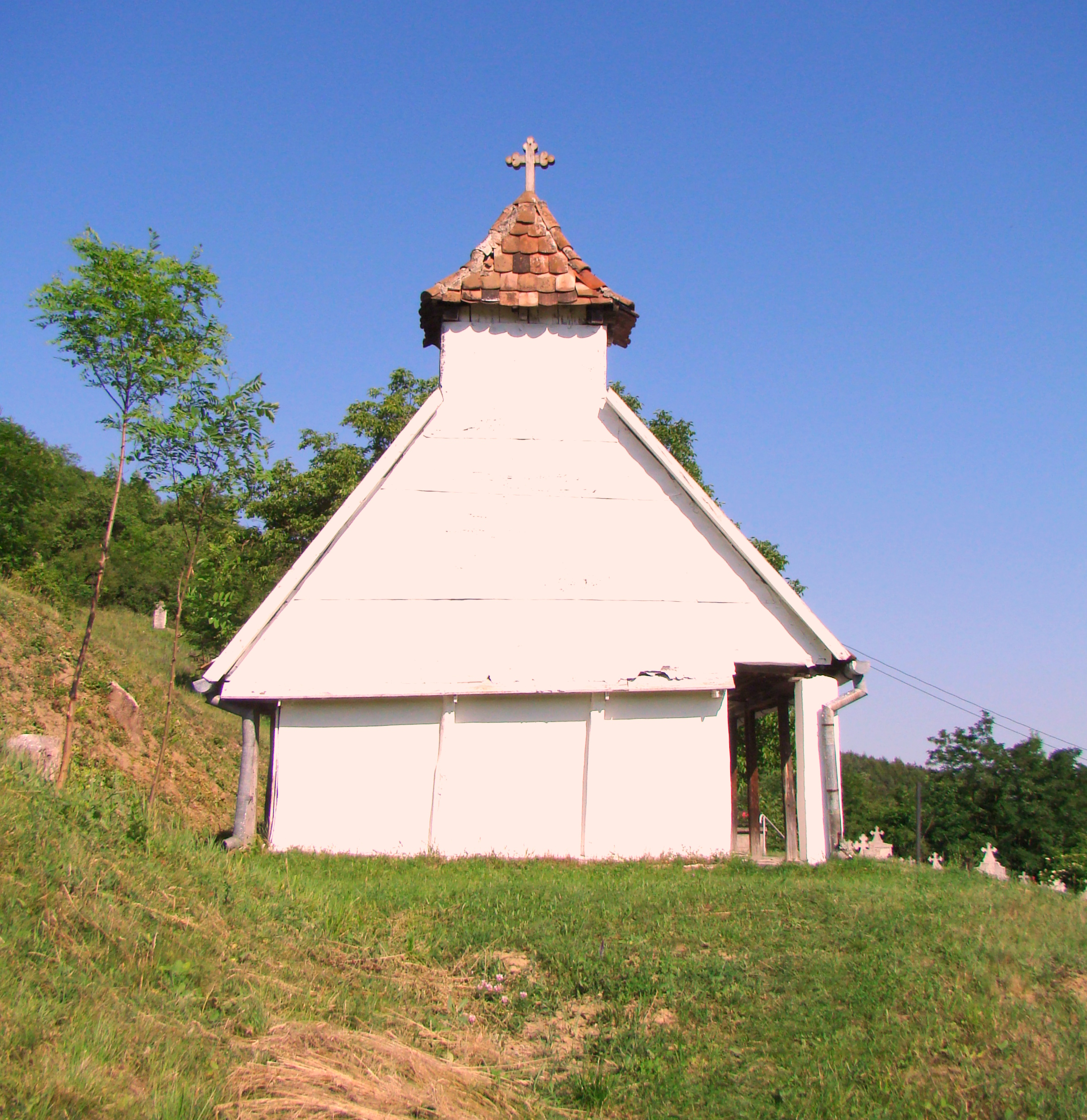
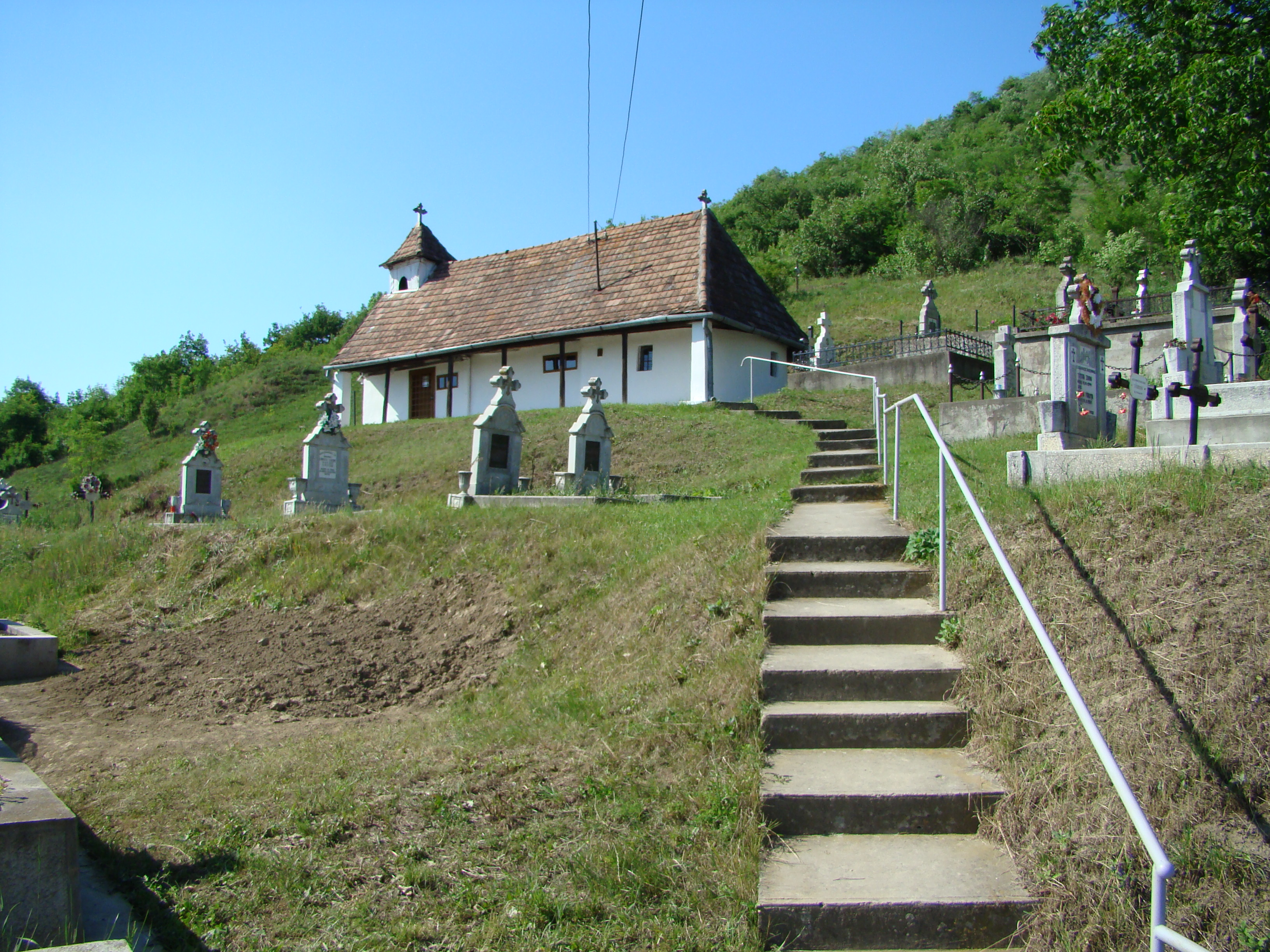

## Imagini din interior

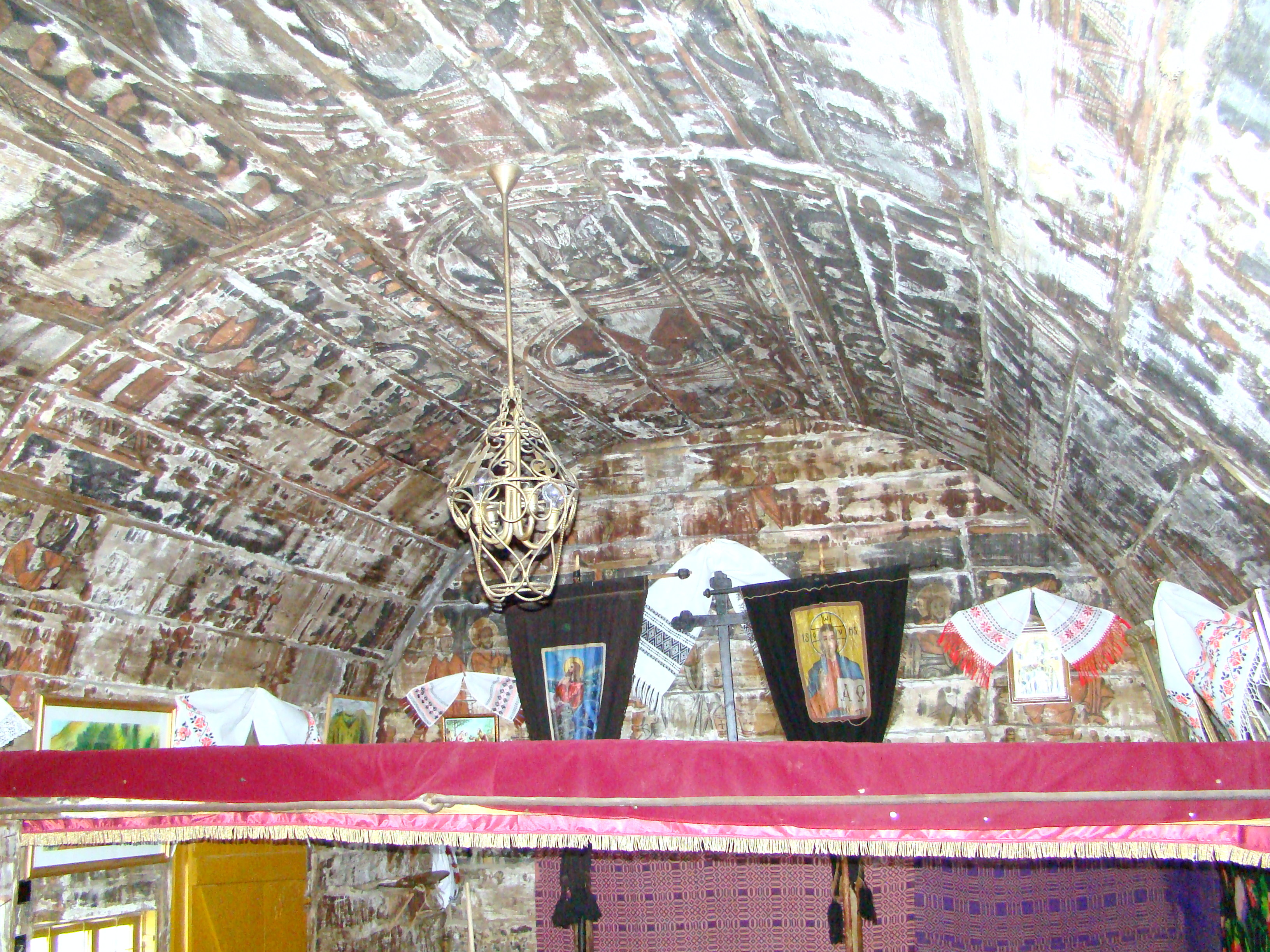
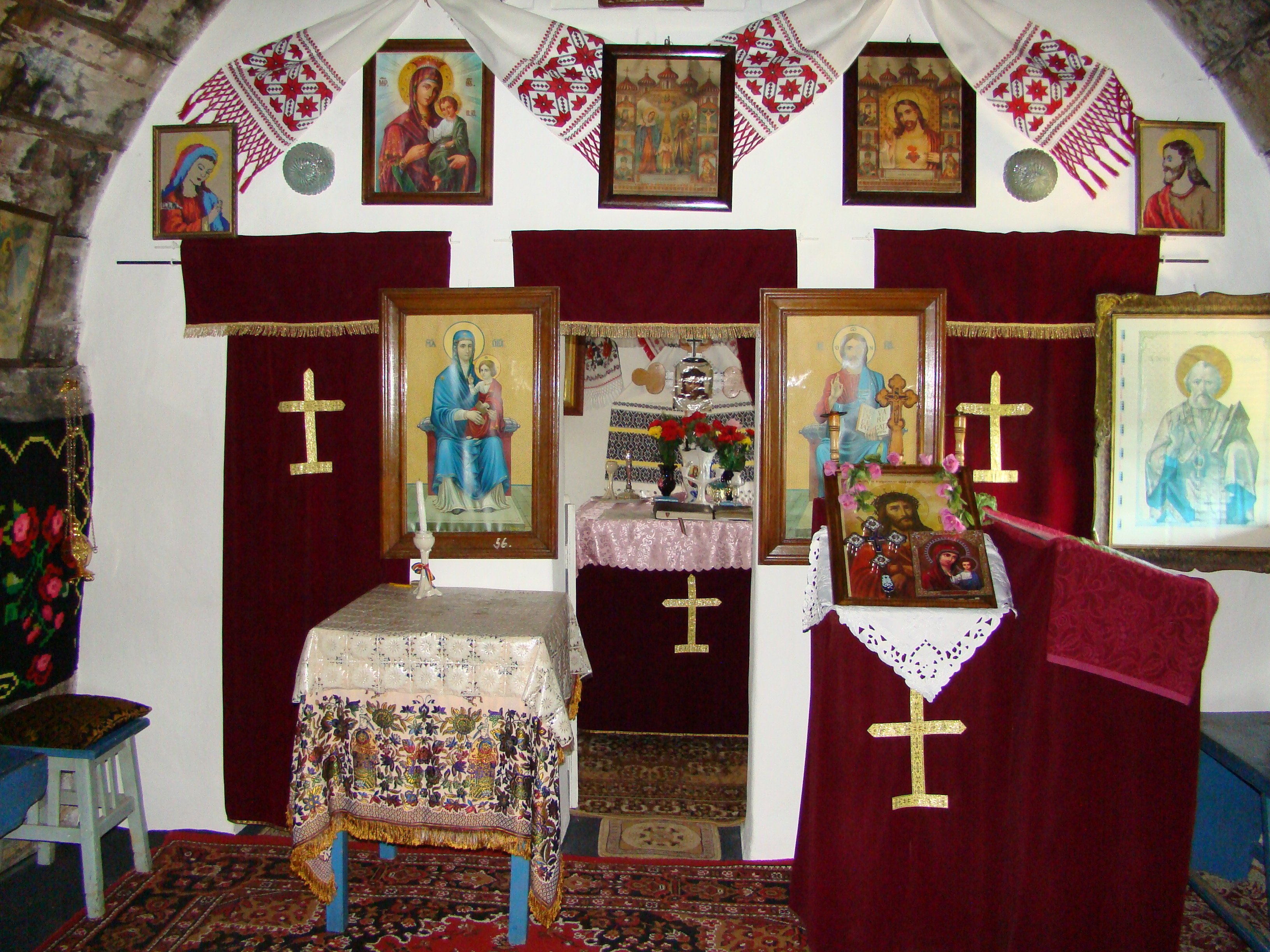
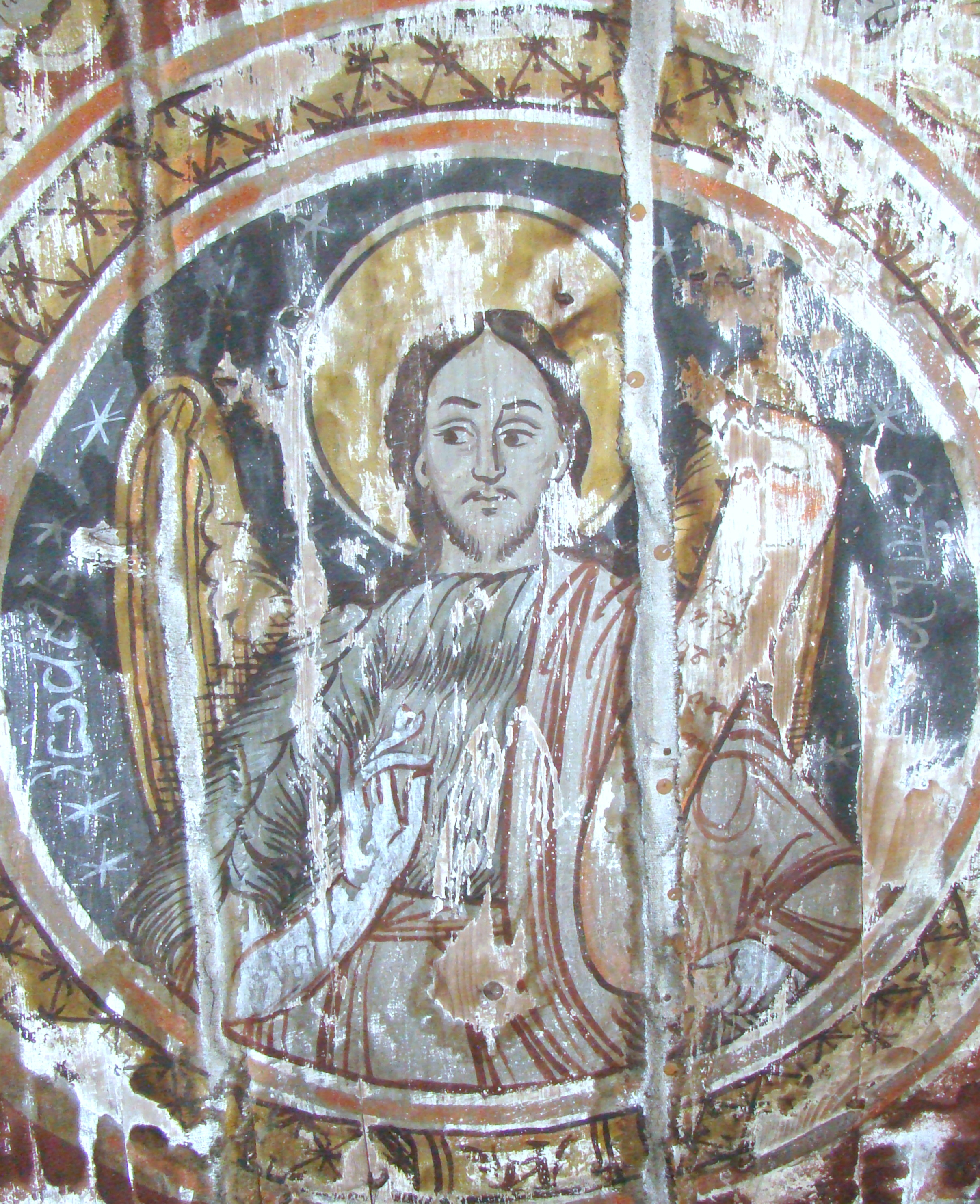
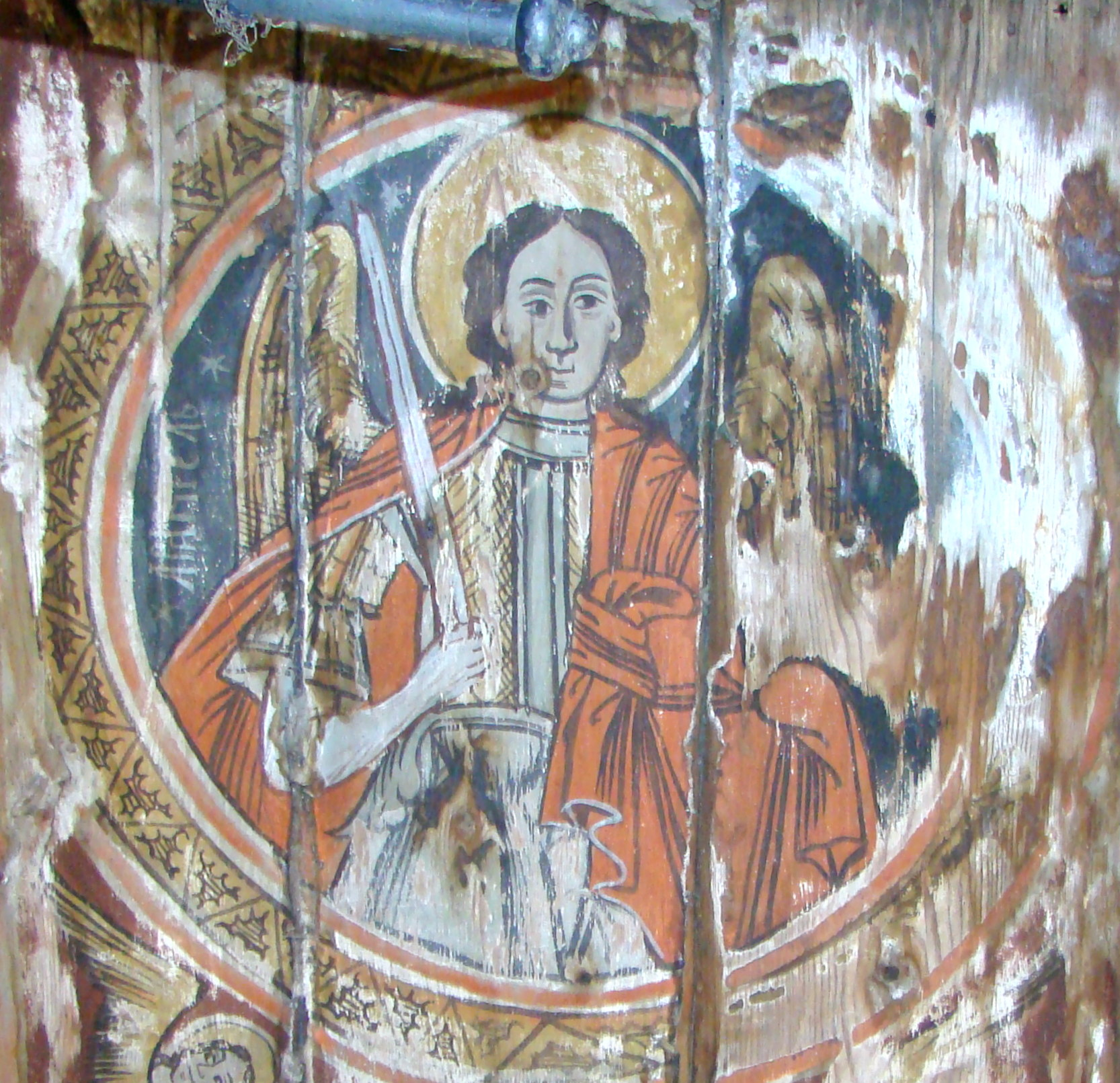